# Lennart Andersson (konstnär)
Lennart Ernst Andersson, född 17 oktober 1915 i Göteborg, död 30 januari 2009 i Fjärås församling, var en svensk konstnär.
Andersson var son till muraren A.W. Andersson och E. Sandberg och från 1944 gift med Elsa Pauline Nilson. Han arbetade vid ett laboratorium på en färgfabrik samtidigt som han studerade vid Slöjdföreningens skola i Göteborg. Separat ställde han ut första gången 1948 på Olsens konstsalong i Göteborg och medverkade därefter i ett stort antal utställningar, bland annat i decemberutställningarna på Göteborgs konsthall. Hans konst består av hamnbilder från Göteborg.